# فايز عسيري
فايز عسيري مواليد 11 مارس 1983 في السعودية، هو لاعب كرة قدم سعودي لعب سابقاً لنادي ضمك .